# Azatbek Omurbekov
Azatbek Asanbékovich Omurbékov (en ruso, Азатбек Асанбе́кович Омурбе́ков; Nukús, Uzbekistán, 1983) es un militar ruso, comandante de la 64.ª Brigada de Fusileros Motorizada acusada de crímenes de guerra durante la masacre de Bucha en el marco de la invasión rusa de Ucrania de 2022.

## Biografía
Omurbékov tiene ascendencia buriata, y es natural de Karakalpakistán, en Uzbekistán. En 2014 fue condecorado por Dmitri Bulgákov, viceministo de Defensa ruso, por sus "servicios excepcionales" durante su participación en la invasión de Crimea.

## Invasión rusa a Ucrania
Con el rango de teniente coronel del ejército ruso, fue nombrado comandante en jefe de la 64.ª Brigada de Fusileros Motorizada de las Fuerzas Terrestres Rusas, con sede en Jabárovsk. 

### Batalla de Bucha
La unidad tomó parte en la Ofensiva de Kiev, iniciada el 24 de febrero de 2022 durante la invasión rusa de Ucrania. Tras la toma del suburbio kievita de Bucha, la brigada liderada por Omurbékov ocupó la ciudad junto a fuerzas chechenas kadyrovitas y perpetró la masacre de Bucha, en la que se llevó a cabo el asesinato, tortura, violación y fusilamiento de más de 320 civiles ucranianos que fue considerado un crimen de guerra por la comunidad internacional y un acto de genocidio por el gobierno ucraniano.
Poco antes de su partida hacia Ucrania, fue bendecido por el obispo de Jabárovsk. A raíz de la masacre, Omurbékov alcanzó trascendencia internacional, siendo considerado el instigador de estos hechos, y recibiendo el apodo de carnicero de Bucha. Además, InformNapalm, una comunidad de voluntarios dedicada a la vigilancia de los movimientos de las tropas rusas, hizo públicos su nombre, dirección de correo electrónico, número de teléfono y domicilio.
El 13 de julio de 2022, se supo que Omurbékov recibió el título de Héroe de la Federación Rusa, y se planea instalar una placa conmemorativa en la escuela donde estudió.

## Cargos criminales
Azatbek Omurbékov fue imputado por Unión Europea, Reino Unido y Estados Unidos (el último sancionó a toda la brigada) por los actos que se llevaron a cabo en Bucha entre el 27 de febrero y 31 de marzo de 2022. También fue incluido en la lista negra de la UE.